# Anguita
Anguita è un comune spagnolo di 205 abitanti situato nella comunità autonoma di Castiglia-La Mancia.
Il comune comprende, oltre al capoluogo omonimo, i nuclei abitati di Aguilar de Anguita, Santa María del Espino, Padilla del Ducado e Villarejo de Medina.